# Quercus kouangsiensis
Espèce
Synonymes
- Cyclobalanopsis kouangsiensis (A.Camus) Y.C.Hsu & H.Wei Jen[2]
- Quercus macrocalyx var. tomentosa Metcalf[2]
- Quercus nemoralis Chun[2]

Quercus kouangsiensis est une espèce d'arbres du sous-genre Cyclobalanopsis. L'espèce est présente en Chine, au Myanmar et en Thaïlande.

## Origine du nom
Le nom spécifique (Cyclobalanopsis kouangsiensis, en chinois : 广西青冈) utilise l'ancienne translittération Kouang-Si[réf. souhaitée] désignant le Guangxi , une région autonome du sud-ouest de la Chine, limitrophe du Viêt Nam.